# Centaurea virgata
Espèce
Centaurea virgata, qui a pour nom commun Centaurée en baguette, est une espèce de plante à fleurs de la famille des Asteraceae et du genre Centaurea.

## Description
Centaurea virgata est une plante vivace à racine pivotante, pouvant atteindre une hauteur de 92 cm. La racine pivotante permet à cette mauvaise herbe de prospérer dans les sites secs, de sorte qu'elle peut être plus envahissante que Centaurea diffusa dans les terres ultra-sèches.
Les fleurs sont formées dans une tête élancée en forme d'urne (4 à 8 fleurs par tête). Les têtes sont légèrement incurvées vers le bas et ressemblent à la Centaurea diffusa mais avec des fleurs rose-violet. La tête est constituée d'un groupe de bractées et l'extrémité de la bractée est courbée.
Les graines sont brun pâle et peuvent se disperser sur 2 m lorsqu'elles ne sont pas propagées par les animaux. La bractée pliée permet souvent à la tête d'attraper les animaux qui passent et est considérée comme le mécanisme de la dispersion à longue distance. Les plantes plus âgées peuvent avoir plusieurs rosettes au-dessus de la longue racine pivotante.

## Répartition
Centaurea virgata est originaire de l'Asie tempérée et de l'Europe du Sud-Est. En Amérique du Nord, elle est considérée comme une plante nuisible.

## Écologie
Sa fleur est butinée par les abeilles Anthidiellum strigatum, Megachile pilicrus (sv), Megachile rotundata.

## Parasitologie
La fleur a pour parasites Chaetorellia acrolophi, Urophora affinis. Le fruit a pour parasite Urophora quadrifasciata. La feuille a pour parasites Adelphocoris lineolatus, Oncotylus setulosus (en), Oncotylus viridiflavus (de), Peribalus strictus (de), Carpocoris pudicus, Golovinomyces cichoracearum, Leveillula taurica (en),  Puccinia carthami (sv), Puccinia cyani (de), Puccinia jaceae.

## Médecine
Centaurea virgata est largement utilisée en médecine traditionnelle en Turquie pour le traitement du diabète, des allergies et des ulcères gastriques.